# Amauta

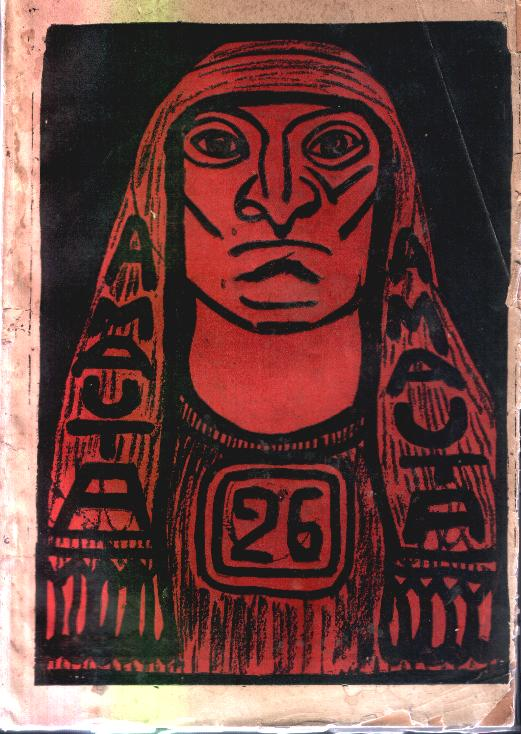
26. Ausgabe der Amauta, September 1929

Amauta war eine literarische peruanische Zeitschrift, die im September 1926 in Lima von José Carlos Mariategui gegründet und bis 1930 von ihm herausgegeben wurde.

## Name
„Amauta“ ist ein Wort aus der Quechua-Sprachfamilie, welches eine Person von großer Weisheit bezeichnet. Es bedeutet übersetzt Professor oder Meister.

## Geschichte
Amauta wurde im Jahre 1926 als eine Zeitschrift gegründet, die eine Erneuerung der Generation avantgardistischer Zeitungen begründen sollte. Diese Erneuerung der Avantgarde gelang der Zeitschrift vor allem innerhalb Lateinamerikas, wo es bald allgemeine Bekanntheit erlangte. Ihre durchschnittliche Auflage betrug zwischen 3000 und 4000 Exemplaren.
Die Zeitschrift erlangte eine internationale Verbreitung und Beachtung. In ihr publizierten Intellektuelle und Schriftsteller wie Jorge Luis Borges, Miguel de Unamuno, André Breton oder Alberto Hidalgo. Die Zeitschrift Amauta bot die Plattform für viele neue Geistesströmungen Europas innerhalb Perus, so auch für die Psychoanalyse, den Kubismus, aber auch für Kunst der Indígenas.

## Bedeutung
Die Zeitschrift Amauta wurde als eine der komplettesten Veröffentlichung in Bezug auf Kunst, Kultur, Wissenschaft und Politik ihrer Zeit erachtet, da sie es sich nicht zur Aufgabe machte, lediglich eine bestimmte Bevölkerungsgruppe zu repräsentieren, sondern einer Geistesströmung in einer Zeit, in der der Wunsch nach Erneuerung jeden Tag stärker zu werden schien, eine Plattform bieten wollte. Dieser Ansatz kommt daher, dass Mariátegui nur kleine Unterschiede zwischen den verschiedenen modernen Strömungen vernahm.

## Ausstellung
- Netzwerk der Avantgarde. Amauta und Lateinamerika, 1926–1930, Madrid, Centro de Arte Reina Sofia, Februar – Mai 2019 (gefolgt von Lima, Mexiko, Austin)[4]